# L'assassí és aquí
L'assassí és aquí (originalment en anglès: Killer Assistant) és un telefilm estatunidenc del 2016 dirigit per Danny J. Boyle. La versió doblada al català es va emetre el 30 de juliol de 2022 a TV3.

## Sinopsi
La vida i la carrera de Suzanne Austin, la cap d'edició d'una revista, travessen un moment delicat. Per culpa de les infidelitats del seu marit, el seu matrimoni està a punt d'ensorrar-se, i la relació amb la seva filla adolescent cada cop és pitjor. La situació sembla que millora amb l'arribada del seu nou ajudant, un jove amatent i encantador, però les aparences enganyen.

## Repartiment
- Arianne Zucker: Suzanne Austin
- Brando Eaton: David
- Natalie Lander: Calista Austin
- George Stults: Robert Austin
- Joanne Baron: Janet McAlper
- Todd Cahoon: detectiu Westwood
- Ryan Cargill: Robert de jove
- Corey Craig: barista
- Josh Drennen: Bob
- Theodora Greece: Lara Berkis
- Sierra Love: Nora Patters